# Острова Барра
Острова Барра (англ. Barra Isles), или Острова Епископа (англ. Bishop's Isles) — группа (небольшой архипелаг) островов у северо-западного побережья Шотландии. Являются частью Внешних Гебридских островов. Они лежат к югу от острова Барра, в честь которого и получили своё название. Группа состоит из девяти островов и множества скал. Площадь крупнейшего острова — Ватерсея составляет 9,6 км².

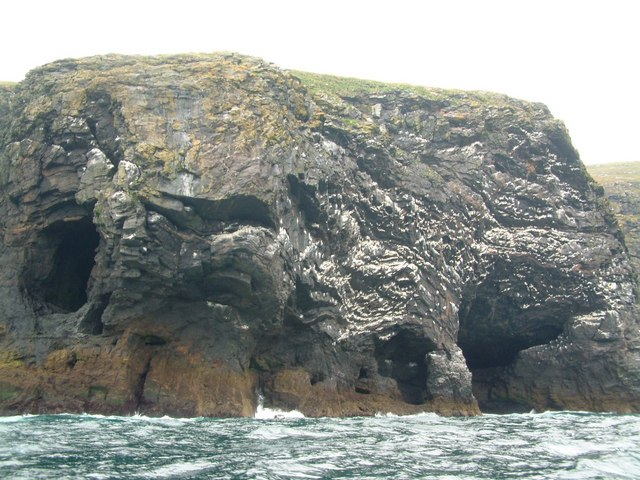
Скала, где находится колония говорушек. Остров Сандрей.

В 1427 году лорды островов передали архипелаг клану Макнил из Барры. Однако после актов пиратства со стороны клана король Джеймс VI передал владение южным архипелагом епископу Островов, поэтому острова стали известны как Острова Епископа. Мюррей пишет, что они принадлежали «епископу островов де-юре, а де-факто — клану Макнил».
Все острова архипелага острова очень маленькие. Только самый большой остров Ватерсей, который сейчас соединен дорогой с Баррой, остается населенным. Бернерай (также известный как Барра-Хед), Паббай, Сандрей и Мингалей были заселены в прошлом, но в настоящее время являются необитаемыми. Четыре самых маленьких острова — это Флоддей, Лингей, Мулдоанич и Уинейсан.
Доступ к этим островам может быть организован компанией Barra Fishing Charters, которая с мая по сентябрь совершает регулярные рейсы на Мингалей и посещает другие острова по договоренности.
Острова Барра фигурируют в нескольких сагах о викингах.
Кроме девяти основных островов архипелаг также включает в себя более мелкие островки и скалы. Бируаслум — скала к западу от Ватерсея. Она достигает 72 метров в высоту, а на южной стороне находится разрушенный доисторический форт. Фрэнсис Дж. Томпсон характеризует его как «высокий и практически недоступный».